# ألفريدو أماريلا
ألفريدو أماريلا (بالإسبانية: Alfredo Amarilla)‏ هو لاعب كرة قدم باراغواياني في مركز الوسط، ولد في 7 أكتوبر 1972 في لوكي في باراغواي. شارك مع منتخب باراغواي لكرة القدم. أما مع النوادي، فقد لعب مع سبورتيفو لوكوينو.

## وصلات خارجية
- ألفريدو أماريلا على موقع الاتحاد الدولي (مؤرشف)  (الإنجليزية)
- ألفريدو أماريلا على موقع قاعدة بيانات كرة القدم.إي يو (الإنجليزية)
- ألفريدو أماريلا على موقع ناشيونال فوتبول تيمز (الإنجليزية)